# Delphinium albomarginatum
Delphinium albomarginatum är en ranunkelväxtart som beskrevs av Simonova. Delphinium albomarginatum ingår i släktet storriddarsporrar, och familjen ranunkelväxter. Inga underarter finns listade i Catalogue of Life.